# Темирханов, Юсуп-Хаджи Шамильевич
Юсу́п-Хаджи́ Шами́льевич Темирха́нов (Темерха́нов, Гага́лов) (6 мая 1972, Гелдагана, Чечено-Ингушская АССР — 3 августа 2018, Омская область) — чеченец, осуждённый за убийство российского военного Юрия Буданова.
Буданов был ранее осуждён за похищение, убийство 18-летней чеченской девушки Эльзы Кунгаевой и превышение должностных полномочий на 10 лет лишения свободы и освобождён условно-досрочно через 6 лет.

## Биография
Родился 6 мая 1972 года в селе Гелдагана (тогда — Новая Жизнь). Через забор с его домом была школа, где он и учился. В школе учился до 10 класса, потом переехал в Москву и попробовал поступить в МГУ имени М. В. Ломоносова на юридический факультет, но не прошёл отбор. После развала Советского Союза Темирханов на время оставил эту идею, так как появились другие заботы. Отец Шамиль работал в соседнем селе Курчалой заведующим столовой. Мать не работала, занималась домом, воспитанием Юсупа, его брата и сестры. Брат и сестра сейчас живут в том же селе, сестра вышла замуж, а у брата свой бизнес.
Отец Темирханова имел в Курчалое своё кафе. В 2000 году трое военнослужащих федеральных войск в ответ на просьбу Шамиля Темирханова заплатить по счёту убили его, сожгли его кафе и автомобиль.

### Убийство Юрия Буданова
Юсуп-Хаджи Темирханов стал широко известен в 2011 году после резонансного убийства бывшего полковника Вооружённых Сил Российской Федерации Юрия Буданова. Изначально проходил в деле под именем Магомеда Сулейманова и, предположительно, являлся хорошим знакомым лидера «лазанской» ОПГ Хож-Ахмеда Нухаева. Юрий Буданов был приговорён за убийство и похищение 18-летней чеченской девушки Эльзы Кунгаевой к 10 годам тюремного заключения, но в январе 2009 года, отсидев 6 лет после приговора, вышел условно-досрочно. По версии ряда источников, в 2011 году Юсуп-Хаджи Темирханов отомстил за убийство Кунгаевой.
Юсуп Темирханов за убийство Буданова был осуждён на 15 лет тюремного заключения.
Как сообщили СМИ, за несколько дней до официального задержания Юсуп-Хаджи был похищен людьми в полицейской форме и провёл пять дней где-то за МКАДом, в подвале дачи, где его постоянно били и подвергали пыткам током и удушением. От Юсуп-Хаджи требовали принять на себя убийство бывшего полковника Буданова и оговорить в качестве заказчиков руководство Чечни.
На 2014 год у Темирханова было сильное истощение, он не мог двигаться и был не в силах обслуживать себя.
По мнению следствия, осуждённого при рождении звали Юсуп-Хаджи Шамильевич Гагалов. Однако этот факт не был достоверно установлен.
Адвокат Мурад Мусаев в интервью LifeNews заявил о том, что его подзащитного 2 часа избивали охранявшие его бойцы спецслужб.
Был в браке с москвичкой. Как призналась супруга, брак был заключён ради прописки осуждённого в Москве, после чего она Темирханова больше не видела.
Как следует из заявления регионального управления ФСИН, Темирханов умер в Омской городской больнице 3 августа 2018 года, однако его адвокат сообщил, что он скончался на территории колонии, где отбывал наказание.

## Реакция
Похороны Темерханова стали событием республиканского масштаба. Десятки (по другим данным — сотни) тысяч людей пришли на прощание с ним. Чеченцы называли Темерханова героем и къонахом (идеалом мужчины у чеченцев).
Глава Чечни Рамзан Кадыров приехал в родовое село Юсупа Темерханова, чтобы выразить соболезнование родственникам. Кадыров заявил о невиновности Темирханова и отметил, что его осудили незаконно:

«Я сегодня пришёл сюда сказать своё слово родственникам и своему народу: его незаконно осудили, посадили, и он умер своей смертью по воле Всевышнего»— Рамзан Кадыров

## Память
Правительство Чеченской Республики Ичкерия в изгнании наградило Юсупа-Хаджи Темерханова высшей государственной наградой ЧРИ «Къоман Сий» («Честь нации»). Улица Дружбы с. Гелдаган Курчалоевского района была им переименована в улицу имени Юсуп-Хаджи Темерханова. В том же селе среднюю школу № 1, где учился Юсуп-Хаджи Темерханов, назвали его именем.
30 ноября 2019 года в Генте (Бельгия) состоялся международный турнир по вольной борьбе «Юсуп Гагалов».
В 2019 году в лагере народа рохинджа была открыта мечеть имени Юсупа Темерханова.